# Маклея сердцевидная
Макле́я сердцеви́дная, или боккония сердцелистная (лат. Macleáya cordáta) — вид ядовитых растений рода Маклея (Macleaya) семейства Маковые (Papaveraceae).

## Ботаническое описание

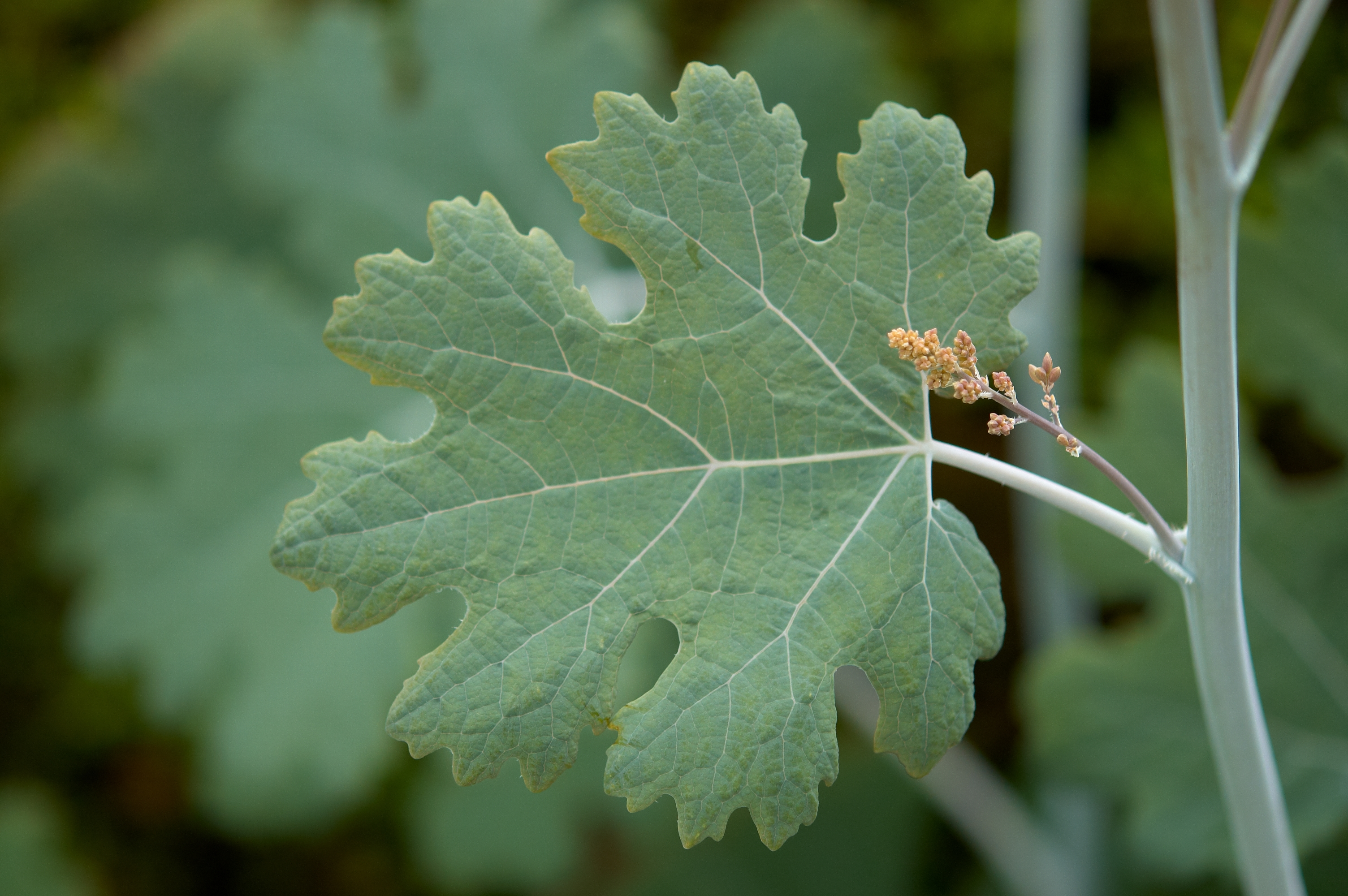
Лист

Маклея сердцевидная — многолетнее травянистое корневищное растение высотой до 250 см.
Стебель серо-голубой матовой окраски содержит коричневый ядовитый млечный сок.
Листья достигают 10—30 см в длину и ширину.

## Распространение и экология
Ареал: Китай, Тайвань и Япония (Хонсю, Кюсю и Сикоку).

## Применение
Культивируется как декоративное растение для садов и парков в умеренном климатическом поясе.
В качестве лекарственного сырья используют траву маклеи сердцевидной (лат. Herba Macleayae). Сырьё, заготовляемое в фазу бутонизации и цветения, содержит изохинолиновые алкалоиды, в их числе — сангвинарин и хелеритрин, и используется для получения препарата сангвиритрина, обладающего антибактериальной и антихолинэстеразной активностью.

## Таксономия

### Синонимы
По данным The Plant List на 2010 год:
- Bocconia cordata Willd.
- Bocconia cordata var. thunbergii Miq.
- Bocconia japonica André
- Bocconia jedoensis Carrière
- Macleaya cordata var. yedoensis (André) Fedde
- Macleaya yedoensis André
- Marzaria cordata (Willd.) Raf.